# 四日市市立中部東小学校
四日市市立中部東小学校（よっかいちしりつ ちゅうぶひがししょうがっこう）は、かつて三重県四日市市元新町にあった公立小学校。
1994年（平成6年）度末で、四日市市立納屋小学校と統合し、四日市市立中央小学校になった。

## 沿革
- 1872年（明治5年）3月15日 - 四日市では学制に先立ち、寺小屋・私塾の生徒を母体に三重県最初の小学校として三重郡四日市町上新町に四日市学校（現：四日市市立中部西小学校）が創立。
- 1955年（昭和30年）4月1日 - 四日市市立中部小学校（現：中部西小学校）から分離し、四日市市西町（現西浦二丁目）に移転した四日市市立中部中学校の旧敷地に四日市市立中部東小学校を新設し開校。
- 1995年（平成7年）
  - 3月 - 中部東小学校としての最後の卒業式を挙行。
  - 3月31日 - 納屋小学校との統合のため廃校。
  - 4月1日 - 旧納屋小学校舎を使用し、四日市市立中央小学校が創立。中部東小学校の歴史は中央小学校に受け継がれる。
  - 7月6日 - 旧中部東小学校跡地において新校舎起工式を挙行。旧中部東小学校舎は小学校舎としての役目を終える。
- 1997年（平成9年）
  - 1月31日 - 旧中部東小学校跡地において新校舎が竣工。
  - 4月1日 - 新校舎を使用しての授業が開始。

## 通学区域
- 四日市市
  - 同和地区
    - 八幡町、中町

  - 中央地区（旧同盟地区と旧浜田地区の一部）
    - 北条町、北浜町、元新町、新町、新々町、沖の島町、栄町、本町

卒業生は基本的に四日市市立中部中学校へ進学した。

## 周辺
- 四日市郵便局
- NTT西日本 四日市元新町ビル
- シー・ティー・ワイ
- 四日市市役所
- 国道164号（柳通）
- 新町 菅公山車 邌倉
- 中町 甕破り山車 邌倉
- 三滝川慈善橋即売場（朝市）
- 市営北条野球場
- 諏訪神社

## 最寄駅・バス停
- JR関西本線 四日市駅から北西へ500m（徒歩7分）
- 近鉄名古屋線ほか 近鉄四日市駅から東へ1km（徒歩15分）
- 三重交通バス 百五銀行前にて下車